# Conza
Conza är ett vattendrag i Burundi.   Det ligger i provinsen Muramvya, i den centrala delen av landet, 30 kilometer nordost om huvudstaden Bujumbura.
Omgivningarna runt Conza är en mosaik av jordbruksmark och naturlig växtlighet. Runt Conza är det tätbefolkat, med 369 invånare per kvadratkilometer.